# Live at Birdland (John-Coltrane-Album)
Live at Birdland ist ein Jazzalbum von John Coltrane. Die im Spätherbst 1963 mit seinem Quartett entstandenen Aufnahmen erschienen 1964 auf Impulse! Records.

## Hintergrund
Das Album wurde im Club Birdland, New York City, am 18. Oktober 1963 und im Studio von Rudy Van Gelder in Englewood Cliffs, New Jersey, am 18. November 1963 aufgenommen. Zeitlich liegt es zwischen der Aufnahme von Coltranes Quartett mit dem Sänger Johnny Hartman, die dem Mitschnitt vorausging, und dem Album Crescent (Impulse, 1964) mit dem Coltrane-Quartett, das ihm folgte.
„Auf der Gratwanderung zwischen innerer Einkehr, innovativer Klanggestaltung und kommerziellem Erfolg hat Coltrane die Plattenfirma Impulse! und deren Produzenten Bob Thiele dafür gewinnen können, eine Musik in diesem Status nascendi zu dokumentieren“ schrieb Bert Noglik in der Jazzzeitung. Nach dem zwei Jahre zuvor festgehaltenen Auftritt Live at the Village Vanguard wird Live at Birdland zu einer Fortsetzungsgeschichte, bei der das Ambiente der New Yorker Jazzlokale eine wichtige Rolle für die Ausformung der Musik spielt. Noglik verweist auf den Kunstanspruch des Albums: „Das betrifft die gesamte Produktion – in erster Linie die Musik und die Aufnahmeästhetik, aber auch die Gestaltung der Plattenhülle und den Text auf dem Cover, dem hier ein besonderes Interesse gilt.“
Die Liner Notes zu „Coltrane Live at Birdland“ schrieb LeRoi Jones – ein mit radikalen afroamerikanischen Emanzipationsbestrebungen assoziierter Schriftsteller und Musikkritiker, der durch Bücher wie „Blues People: Negro Music in White America“ bekannt geworden ist, so Noglik weiter, später seinen Sklavennamen abstreifte, sich seither Amiri Baraka nannte und beständig mit zur Kontroverse provozierenden Statements in die kulturellen und politischen Debatten Amerikas eingreift.
Was zum politischen bzw. historischen Hintergrundwissen zählt, wird beim Leser oder der Leserin der Liner Notes vorausgesetzt, schrieb Bert Noglik: „Am 15. September 1963 kamen bei einem rassistisch motivierten Bombenanschlag auf eine Baptistenkirche in Birmingham, Alabama, vier schwarze Mädchen um ihr Leben.“ LeRoi Jones berichtet von einem Gespräch des Produzenten mit John Coltrane. Bob Thiele fragte ihn, ob das Stück eine Beziehung zu den gegenwärtigen Problemen habe. Coltrane entgegnete: „Es gibt musikalisch etwas wieder, was ich da unten gesehen habe, in Musik übersetzt durch mich selber.“ J.C. Thomas schreibt in seiner Coltrane-Biographie: „John Coltrane hörte die schlimme Neuigkeit am selben Nachmittag im Radio. Nicht Zorn, sondern Melancholie senkte sich über ihn. Jemanden zu töten, aus welchem Grund auch immer, empörte und erschütterte ihn so sehr, als wäre er ein frommer Buddhist, in dessen Anwesenheit jemand auf eine Ameise trat.“
Das Album enthält drei live im New Yorker Birdland aufgenommene Stücke; Coltrane spielte mit seinem Quartettaus in der Besetzung mit McCoy Tyner am Piano, Jimmy Garrison am Bass und Elvin Jones am Schlagzeug, als Coltranes „klassisches Quartett“ bezeichnet. Ergänzt wurde das Album um zwei Stücke, die bei einer nachfolgenden Studiosession im November 1963 entstanden sind. Die verbleibenden zwei Stücke Alabama und Your Lady könne man nicht von den Zeiten trennen, zu denen sie gemacht wurden, schrieb Nenad Georgievski. „Alabama“ ist eine Klage über das Leben der vier Kinder, die 1963 bei dem Bombenanschlag auf eine Kirche in Birmingham, Alabama, getötet wurden, sowie eine Bürgerrechtserklärung für ein Recht auf Gleichstellung. „Es ist eine traurige und packende Melodie, die musikalisch und emotional atemberaubend ist.“

## Titelliste
- John Coltrane: Live at Birdland
  1. Afro Blue (Mongo Santamaría) 10:49
  2. I Want to Talk About You (Billy Eckstine) 8:10
  3. The Promise (John Coltrane) 8:07
  4. Alabama (John Coltrane) 5:08
  5. Your Lady (John Coltrane) 6:37

## Rezeption
Scott Yanow vergab an das Album in AllMusic die Höchstbewertung von fünf Sternen. Der Kritiker schrieb: „Diese Aufnahme ist wohl John Coltranes bestes Allround-Album und enthält brillante Versionen von ‚Afro Blue‘ und ‚I Want to Talk About You‘. In der zweiten Hälfte des letzteren Stücks reißt Coltrane auf unbegleitetem Tenor in das Stück ein, ohne dabei die Tatsache aus den Augen zu verlieren, dass es sich um eine wunderschöne Ballade handelt. Der Rest dieses Albums, ‚Alabama‘, ‚The Promise‘ und ‚Your Lady‘ ist fast auf dem gleichen hohen Niveau.“
Nenad Georgievski schrieb in All About Jazz: „Wie die Zeit gezeigt hat, ist Coltranes Musik zeitlos und das Wissen, dass sie vor 50 Jahren veröffentlicht wurde, datiert weder den Effekt noch, was noch wichtiger ist, die Musik im geringsten“. Live at Birdland sei eine Aufzeichnung des Übergangs, eine Ouvertüre zu hervorragenden Leistungen, die bald darauf folgen sollten.
Nach Ansicht von Bert Noglik bekannte Coltrane sich mit dem Album, auch verbal, „zum Club-Feeling und zur Kommunikation mit den Zuhörenden. In einer Atmosphäre, die in nichts mit dem traditionellen euro-amerikanischen Konzertsaal vergleichbar erscheint, geht es gleichwohl um einen Kunstanspruch.“ Noglik zählt das Album zu den „faszinierenden Momentaufnahmen in der Geschichte des modernen Jazz“ und betont zudem die Funktion des Fortschrittsbegriffs; im Leben und in der Musik von John Coltrane nahm dieser Begriff eine Bedeutung ein, die er später vielerorts für die Kunst zu verlieren schien, urteilte Noglik. „Bedenkenswert, dass Coltrane, nach dessen Tod sich die Welt des Jazz in ein Vakuum versetzt fühlte, bekannt hat, nicht mehr zu wollen, als ein besserer Mensch zu werden.“